# Heliocarya : eine neue Borragineen Gattung nebst einigen Bermerkungen über Borragineen überhaupt
Heliocarya : eine neue Borragineen Gattung nebst einigen Bermerkungen über Borragineen überhaupt (abreviado Heliocarya) es un libro con ilustraciones y descripciones botánicas que fue escrito por el naturalista zoólogo y botánico alemán de Rusia Alexander von Bunge y publicado en el año 1871.